# Kakauhua jezik
Kakauhua jezik (kaukaue, cacahue; ISO 639-3: kbf), izumrli jezik Caucahue Indijanaca koji se negdje do konca 18. stoljeća govorio na području zaljeva Golfo de Penas, u južnom Čileu. Pripadao je jezičnoj porodici alakaluf.

## Vanjske poveznice
- Ethnologue (14th)
- Ethnologue (15th)